# Proprium missae
Proprium missae – pojęcie odnoszące się do rzymskokatolickiego rytu liturgicznego. 
Oznacza zmienne części mszy, zależne od dni w roku kościelnym. Dzielą się one na proprium de tempore (niedzielne) i proprium de sanctis (ku czci świętych).
Na części zmienne składają się:
- Introitus – tekst liturgiczny przeznaczony  do odśpiewania (recytowania) przed Kyrie eleison i po modlitwach u stopni ołtarza,
- Graduale – tekst liturgiczny przeznaczony  do odśpiewania (recytowania) po Epistole (czytaniu),
- Sequentia – tekst poetycki, rymowany na przepisane rubrykami dni, np. Veni Sancte Spiritus na Zesłanie Ducha Świętego,
- Alleluia (lub Tractus, podczas Wielkiego Postu lub w requiem) – tekst liturgiczny przeznaczony  do odśpiewania (recytowania) przed Ewangelią,
- Offertorium – tekst liturgiczny przeznaczony  do odśpiewania (recytowania) w trakcie Ofiarowania,
- Communio – tekst liturgiczny przeznaczony  do odśpiewania (recytowania) w trakcie obrzędów Komunii.